# توماس باك ريد
توماس باك ريد (بالإنجليزية: Thomas Buck Reed)‏ (و. 1787 – 1829 م) هو سياسي، ومحامي من الولايات المتحدة الأمريكية. ولد في ليكسينغتون، كنتاكي.
تولى منصب عضو مجلس الشيوخ الأمريكي .وهو عضو في و الحزب الديمقراطي الأمريكي.
توفي في ليكسينغتون، كنتاكي.

## التعليم
تعلم في جامعة برنستون.